# Wallmersbach (Uffenheim)
Wallmersbach (fränkisch: Walmaschbach) ist ein Gemeindeteil der Stadt Uffenheim im Landkreis Neustadt an der Aisch-Bad Windsheim (Mittelfranken, Bayern). Die Gemarkung Wallmersbach hat eine Fläche von 5,487 km². Sie ist in 521 Flurstücke aufgeteilt, die eine durchschnittliche Fläche von 10532,57 m² haben.

## Lage
Das Pfarrdorf ist von Acker- und Grünland umgeben. Es entspringt dort der Wallmersbach, ein rechter Zufluss der Steinach, und der Brunnenquellgraben, der mit weiteren Bächen zum Asbach zusammenfließt, einem linken Zufluss der Gollach. Einen Kilometer östlich verläuft die Bundesautobahn 7. Dort befinden sich Photovoltaikanlagen. Die Kreisstraße NEA 49 führt  von Hohlach (2,5 km südwestlich) durch Wallmersbach nach Welbhausen zur Staatsstraße 2419 (2,6 km östlich); sie wird etwas westlich der Ortsgrenze von der Kreisstraße NEA 50 von Adelhofen im Nordwesten nach Langensteinach im Süden gekreuzt.

## Geschichte
Der Ort wurde im 1157 als „Walmaresbach“ erstmals urkundlich erwähnt. Das Bestimmungswort des Ortsnamens ist Walahmār, der Personenname des Siedlungsgründers.
Gegen Ende des 18. Jahrhunderts gab es in Wallmersbach 55 Anwesen. Das Hochgericht übte das ansbachische Oberamt Uffenheim aus. Das Kasten- und Stadtvogteiamt Uffenheim war Grundherr über 48 Anwesen. Von 1797 bis 1808 unterstand Wallmersbach dem preußischen Justiz- und Kammeramt Uffenheim.
1806 kam der Ort an das Königreich Bayern. Mit dem Gemeindeedikt (frühes 19. Jahrhundert) wurde der Steuerdistrikt Wallmersbach gebildet, zu der Hohlach gehörte. Wenig später entstand die Ruralgemeinde Wallmersbach. Sie war in Verwaltung und Gerichtsbarkeit dem Landgericht Uffenheim zugeordnet und in der Finanzverwaltung dem Rentamt Uffenheim (1919 in Finanzamt Uffenheim umbenannt). Ab 1862 war das Bezirksamt Uffenheim für die Verwaltung der Gemeinde zuständig (1939 in Landkreis Uffenheim umbenannt). Die Gerichtsbarkeit blieb beim Landgericht Uffenheim (1879 in Amtsgericht Uffenheim umbenannt), seit 1973 ist das Amtsgericht Neustadt an der Aisch zuständig. Die Gemeinde hatte 1964 eine Gebietsfläche von 5,549 km². Am 1. Januar 1978 wurde diese im Zuge der Gebietsreform in Bayern nach Uffenheim eingegliedert.

### Baudenkmäler

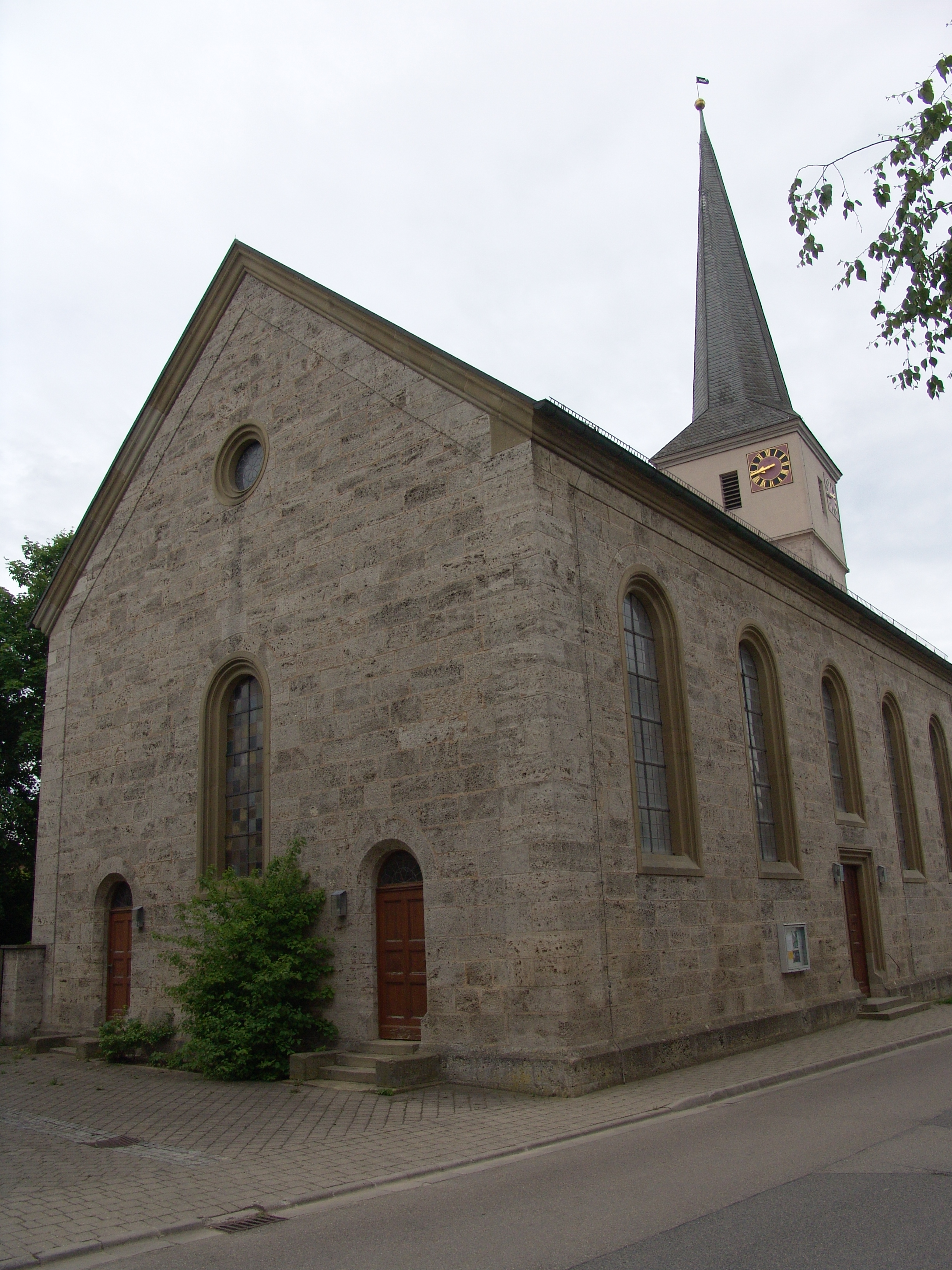
Evangelisch-lutherische Pfarrkirche St. Maria Magdalena und Bernhard

In Wallmersbach gibt es fünf Baudenkmäler:
- Haus Nr. 13: Ehemaliges Gasthaus
- Haus Nr. 37: Ehemaliges Schulhaus
- Haus Nr. 43: Wohnstallhaus
- Haus Nr. 45: Ehemaliges Pfarrhaus mit Pfarrscheune
- Haus Nr. 57: Evangelisch-lutherische Pfarrkirche St. Maria Magdalena und Bernhard

Ehemalige Baudenkmäler
- Haus Nr. 04: Stattliches, erdgeschossiges, fünfzoniges Fachwerkwohnstallhaus von 1854. Kellersockel mit rundbogiger Kellertüre an der Seite des Straßengiebels. Massive Rückfront, Freitreppe und Hausgang vor der Hoffront. Inschriftentafel im Straßengiebel „Erbaut/ Johann Leonhard/ Meeder/ 1854“. Am nördlichen Eckstiel eingeritzt: „IM SP 1854“.[15]
- Haus Nr. 06: Erdgeschossiges Fachwerkwohnstallhaus aus der Mitte des 19. Jahrhunderts mit massiver Rückfront, aus der der Backofen herausragt. Stallteil modernisiert. – Alte dreiseitige Hofanlage mit der Scheune auf der Rückseite. Eingangspylon bezeichnet „Jakob Bärmeyer 1794“.[15]
- Haus Nr. 17: Ehemaliges Schäfereigebäude aus der zweiten Hälfte des 18. Jahrhunderts. Fachwerkbau mit Walmdach. In den südlichen Teil wurde ohne Veränderung der Konstruktion der Umfassungen eine zweigeschossige Wohnung eingebaut.[15]
- Haus Nr. 26: Erdgeschossiger Fachwerk-Altsitz vom Beginn des 19. Jahrhunderts. Massive Rückfront.[15]
- Haus Nr. 34: Erdgeschossiges Wohnstallhaus von 1856. Erbaut auf dem Burgstall von Wallmersbach.[15]
- Haus Nr. 35: Schmiedeeisernes Wirtshausschild mit preußischem Adler aus Blech, um 1800.[15]
- Haus Nr. 48: Erdgeschossiges, dreizoniges Fachwerkwohnstallkleinhaus aus der Mitte des 19. Jahrhunderts.[15]

### Bodendenkmäler
In der Gemarkung Wallmersbach gibt es acht Bodendenkmäler.

### Einwohnerentwicklung
| Jahr      | 1818  | 1840   | 1852   | 1855   | 1861   | 1867   | 1871   | 1875   | 1880   | 1885   | 1890   | 1895   | 1900   | 1905   | 1910   | 1919   | 1925   | 1933   | 1939   | 1946   | 1950   | 1952   | 1961   | 1970   | 1987   | 2014  |
| Einwohner | 275   | 300    | 330    | 317    | 333    | 337    | 339    | 322    | 285    | 312    | 296    | 301    | 294    | 290    | 284    | 298    | 276    | 268    | 260    | 399    | 382    | 333    | 272    | 265    | 226    | 195   |
| Häuser    | 58    | 57     |        |        |        |        | 60     |        |        | 61     | 62     |        | 65     |        |        |        | 60     |        |        |        | 59     |        | 61     |        | 60     |       |
| Quelle    | [ 9 ] | [ 17 ] | [ 18 ] | [ 18 ] | [ 19 ] | [ 20 ] | [ 21 ] | [ 22 ] | [ 23 ] | [ 24 ] | [ 25 ] | [ 18 ] | [ 26 ] | [ 18 ] | [ 27 ] | [ 18 ] | [ 28 ] | [ 18 ] | [ 18 ] | [ 18 ] | [ 29 ] | [ 18 ] | [ 11 ] | [ 30 ] | [ 31 ] | [ 2 ] |

## Religion
Der Ort ist Sitz der Pfarrei St. Maria Magdalena und Bernhard und seit der Reformation evangelisch-lutherisch geprägt.